# 斯洛比德卡比利希夫齊夫斯卡
49°10′33″N 24°43′10″E / 49.17583°N 24.71944°E
斯洛比德卡比利希夫齊夫西斯卡（羅馬化：Slobidka Bilshivtsivska），是烏克蘭西部的村莊，隸屬伊萬諾-弗蘭科夫斯克州的伊萬諾-弗蘭科夫斯克區。該村面積5.83平方公里，2001年人口577，人口密度每平方公里98.9人。